# Zelengora
La Zelengora est un massif montagneux situé en Bosnie-Herzégovine, dans la république serbe de Bosnie. Elle fait partie des Alpes dinariques. Son point culminant est le mont Lelija, à l'ouest du massif, qui s'élève à 2 032 m d'altitude, suivi par le mont Bregoč, dans la partie centrale de la Zelengora, qui s'élève à 2 015 m.

## Géographie
La Zelengora est située dans le parc national de Sutjeska, à l'est de la Bosnie-Herzégovine, à proximité de la frontière avec le Monténégro. Le massif s'étend sur les municipalités de Gacko, Kalinovik et Foča, entre les rivières Bistrica au nord, Drina à l'est, Sutjeska au sud-est, Jabušnica au sud et Neretva à l'ouest. Il est bordé par le plateau de Zagorje au nord-ouest. Il est également bordé par les monts Volujak, Maglić (à l'est) et la Maluša planina (au nord-est). L'ensemble du massif couvre une superficie d'environ 150 à 160 km2.
La Zelengora est constituée de calcaire et de dolomie et recouvert de grès, ce qui fait qu'il est riche en sources et étendues d'eau. On y trouve de nombreux lacs glaciaires, dont les plus célèbres sont le Kotlaničko jezero, l'Orlovačko jezero, le Štirinsko jezero, le Jugovo jezero, ainsi que ceux de Donje Bare et Gornje Bare.

## Flore et faune
La Zelengora possède une grande richesse sur le plan de la flore et de la faune, particulièrement dans la forêt de Perućica.

## Histoire
Au cours de la Seconde Guerre mondiale, le 10 juin 1942, la Quatrième brigade prolétarienne du Monténégro fut créée sur les monts Zelengora. Les 12 et 13 mai 1945, la montagne fut le théâtre de la bataille de Zelengora, qui affronta les tchetniks serbes et les Partisans communistes de Tito.

## Activités
La Zelengora est une zone propice pour la randonnée pédestre, notamment avec l'ascension du Bregoč ; le secteur offre un refuge de montagne près de l'Orlovačko jezero ; le village de Tjentište, au bord de la rivière Sutjeska, possède un hôtel.
Parmi les curiosités du secteur, on peut citer la forêt de Perućica, qui ne peut être visitée qu'en présence de gardes forestiers et, plus généralement, le parc national de Sutjeska et le canyon de la rivière Sutjeska, qui lui donne son nom. Près du village de Tjentište se trouve un mémorial érigé en l'honneur des Partisans yougoslaves morts à la bataille de la Sutjeska (mai-juin 1943).